# Burundi frank
A frank Burundi hivatalos fizetőeszköze.

## Érmék
Az 1 és 5 frankos érmék aluminiumból készültek. 2011-ben bemutatásra kerültek a 10 és az 50 frankos érmék.

## Bankjegyek
A hivatalos bankjegyeken az ország különböző vidékén élő emberek kultúrájából vett eszközök láthatók.
2009. április 7-én bocsátották ki az új 2000 és 5 000 frankos bankjegyeket.
| Névérték    | méret       | Visszavonás       |
| ----------- | ----------- | ----------------- |
| 500 frank   | 132 x 67 mm |                   |
| 1000 frank  | 137 x 69 mm | 2015. december 1. |
| 2000 frank  | 140 x 71 mm |                   |
| 5 000 frank | 145 x 73 mm |                   |

### 2015-ös sorozat
2015. április 29-én új bankjegysorozatot bocsátottak ki. Az új bankjegyek modern biztonsági elemekkel vannak ellátva, a vakok is könnyen kitapinthatják a címleteket névértékeit. A 10, 20, 50 frankos bankjegyet egyúttal kivonják a forgalomból. Az 1000 frankos bankjegyet később bocsátják ki. A 100 frankos bankjegy helyett 100 frankos érmét vernek a jövőben.
2015. szeptember 1-jén bocsátották ki az új 1000 frankos bankjegyet. A korábbi bankjegy december 1-ig volt forgalomban.
2019. május 2-án a jelenlegi bankjegysorozat biztonságosabb változatát bocsátották ki.
| Névérték     | méret       | Leírás                                     | Leírás                                                      | Szín         | Dátumok             | Dátumok     |
| Névérték     | méret       | előlap                                     | hátlap                                                      | Szín         | kibocsátás          | visszavonás |
| ------------ | ----------- | ------------------------------------------ | ----------------------------------------------------------- | ------------ | ------------------- | ----------- |
| 500 frank    | 130 x 67 mm |                                            |                                                             | narancssárga | 2015. április 29.   | forgalomban |
| 1000 frank   | 125 x 65 mm | szarvasmarha                               | Burundi térképe, banánfák                                   | zöld         | 2015. szeptember 1. | forgalomban |
| 2 000 frank  |             |                                            |                                                             | rózsaszín    |                     | forgalomban |
| 5 000 frank  | 138 x 69 mm | táncosok és dobosok                        | Burundi térképe, ember sétál az úton keresztül erdős hegyen | ibolya       | 2023. június 7.     | forgalomban |
| 10 000 frank | 144 x 72 mm | Melchior Ndadaye és Prince Louis Rwagasore | Burundi térképe, sás                                        | rózsaszín    | 2023. június 7.     | forgalomban |